# بنیامین بن الیعزر
بنیامین بن الیعزر (به عبری: בנימין בן אליעזר) سیاست‌مدار اسرائیلی و افسر بازنشسته نیروهای دفاعی اسرائیل با درجه تات آلوف بود.
بنیامین بن الیعزر، از سال ۱۹۸۴ میلادی عضو کنست (پارلمان اسرائیل) بود و هنگام مرگ نیز عضو ۱۸امین دوره کنست از حزب کارگر و وزیر صنایع، تجارت و کار اسرائیل، در دولت ائتلافی بنیامین نتانیاهو بود.

## خانواده
بنیامین بن الیعزر از یهودیان عراق و متولد شهر بصره بود و زبان عربی زبان مادری‌اش به‌شمار می‌رفت. وی در سال ۱۹۵۰ (میلادی) به اسرائیل مهاجرت کرد.
بنیامین بن الیعزر، ساکن شهر ریشون لتسیون بود و پنج فرزند به جای گذاشت.

## مشاغل دولتی
بنیامین بن الیعزر هم‌چنین در مشاغل حساسی هم‌چون، معاون نخست‌وزیر اسرائیل، وزیر دفاع اسرائیل، وزیر امور زیربنایی اسرائیل، وزیر ارتباطات اسرائیل و وزیر مسکن اسرائیل خدمت کرد.
«رنج ملت ایران، رنج ملت اسرائیل است. اسرائیل و ایران نباید هیچ دشمنی با یکدیگر داشته باشند.»

## درگذشت
وی در ۲۸ اوت ۲۰۱۶ در سن ۸۰ سالگی درگذشت